# Guerra civile irlandese
La guerra civile irlandese (in irlandese Cogadh Cathartha na hÉireann; 28 giugno 1922 - 24 maggio 1923) fu un conflitto armato che seguì la guerra d'indipendenza irlandese ed accompagnò l'istituzione dello Stato Libero d'Irlanda, un'entità indipendente dal Regno Unito ma all'interno dell'Impero britannico.
La guerra civile venne condotta tra il governo provvisorio d'Irlanda e l'Irish Republican Army (IRA) per il Trattato anglo-irlandese. Il governo provvisorio (che divenne lo Stato Libero nel dicembre 1922) sostenne i termini del trattato, mentre l'opposizione anti-trattato lo vide come un tradimento della Repubblica irlandese che era stata proclamata durante la Rivolta di Pasqua del 1916. Molti di coloro che combatterono da entrambe le parti nel conflitto erano stati membri dell'IRA durante la guerra d'indipendenza.
La guerra civile venne vinta dalle forze dello Stato Libero filo-trattato, che beneficiarono di notevoli quantità di armi fornite dal governo britannico. Il conflitto potrebbe aver causato più vittime della guerra d'indipendenza che lo aveva preceduto e lasciato la società irlandese divisa e amareggiata per generazioni. Oggi, due dei principali partiti politici nella Repubblica d'Irlanda, il Fine Gael ed il Fianna Fáil, sono diretti discendenti delle parti opposte della guerra.

## Antefatti della guerra

### Il Trattato
Nel dicembre del 1921, il trattato anglo-irlandese pose fine alla guerra di indipendenza - combattuta tra il 1919 ed il 1921 - che aveva contrapposto separatisti irlandesi e governo britannico. Esso consentiva la nascita di uno Stato irlandese indipendente esteso su buona parte dell'isola, dotato di sue forze armate e di polizia (anche se la Royal Navy avrebbe continuato a controllare alcuni porti). D'altronde, lo Stato Libero d'Irlanda sarebbe rimasto un dominion dell'Impero britannico, con a capo il monarca inglese. Inoltre, i membri del nuovo parlamento irlandese (Oireachtas) avrebbero dovuto giurare fedeltà non solo alla costituzione dello Stato, ma pure al re d'Inghilterra.
Questo giuramento era altamente discutibile per molti repubblicani irlandesi. Inoltre, la partizione d'Irlanda, che era già stata decisa dal parlamento di Westminster nel Government of Ireland Act, venne effettivamente confermata nel trattato anglo-irlandese. Le aree più controverse del Trattato per l'IRA furono lo scioglimento della Repubblica irlandese proclamata nel 1919, l'abbandono del Primo Dáil, lo status dello Stato Libero d'Irlanda come dominio nel Commonwealth britannico e il mantenimento britannico degli strategici porti del trattato nella parte sud-occidentale e sulle coste nord-occidentali che sarebbero rimasti occupate dalla Royal Navy. Tutte queste questioni furono la causa di una scissione nell'IRA e, infine, della guerra civile.
Michael Collins, ministro delle Finanze irlandese e presidente della Fratellanza Repubblicana Irlandese, sostenne nel Dáil Éireann che il trattato dava "non la libertà ultima che tutte le nazioni aspirano e sviluppano, ma la libertà di raggiungere la libertà". Tuttavia, coloro che erano contrari al trattato credevano che non avrebbe mai garantito la totale indipendenza irlandese: ad oggi, nonostante lo Stato Libero si sia effettivamente evoluto in Repubblica, l'Irlanda è ancora politicamente divisa in due Stati.

### La frattura all'interno del movimento nazionalista
La frattura all'interno del movimento nazionalista tra favorevoli e contrari al trattato toccò pure i rapporti personali, dal momento che i principali esponenti delle due fazioni erano stati amici ed avevano combattuto insieme la guerra d'indipendenza. Questa commistione tra idee politiche e rancori personali finì per rendere il confronto ancora più aspro.

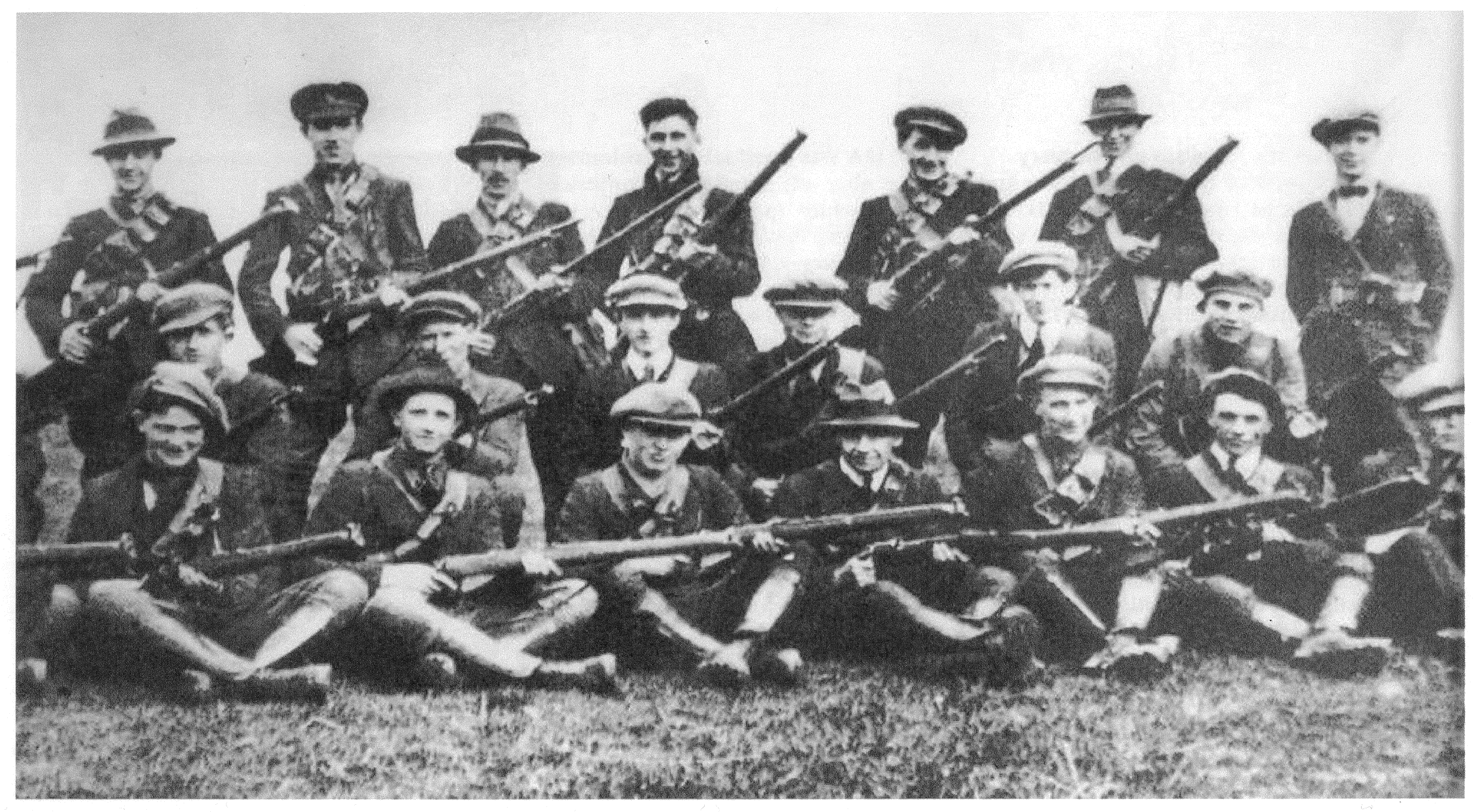
La colonna volante n. 2 della Third Tipperary Brigade di Seán Hogan durante la guerra d'indipendenza. Molti membri dell'IRA nel Munster erano contrari al trattato.

Il 6 gennaio 1922, alla Mansion House di Dublino, Austin Stack, ministro degli Interni, mostrò al presidente de Valera il telegiornale ??? della sera che annunciava la firma del trattato: de Valera si limitò a guardarlo; quando Eamonn Duggan, parte della delegazione irlandese di ritorno, gli consegnò una busta che lo confermava, la mise da parte. De Valera aveva tenuto discussioni segrete con il primo ministro britannico David Lloyd George dal 14 al 21 luglio a Londra. Collins, anch'egli parte della delegazione, supponeva (con altri) che queste discussioni confermassero la precedente corrispondenza, cioè nessuna accettazione britannica di una repubblica. De Valera, Stack e il ministro della Difesa Cathal Brugha si erano poi tutti rifiutati di unirsi alla delegazione a Londra. Collins scrisse che la sua inclusione come plenipotenziario era "una trappola" di de Valera di cui era stato avvertito, contro cui si era opposto, ma in cui entrò comunque, "come un soldato che obbedisce al suo ufficiale in comando". Arthur Griffith, il presidente della delegazione, aveva fatto un commento simile sull'obbedienza agli ordini dello stesso de Valera. Il sospetto e la confusione reciproci permanevano; la delegazione non era chiara riguardo alle istruzioni del governo e individualmente si sentì oppressa fino al punto di crollare. Collins si aspettava la colpa per il compromesso all'interno del trattato e scrisse: "Stamattina presto ho firmato la mia condanna a morte". Nonostante ciò, era frustrato e talvolta emotivo quando de Valera e altri si rifiutarono di sostenere il Trattato e le amicizie morirono.
Il 7 gennaio 1922 il Dáil Éireann (il parlamento della Repubblica irlandese) approvò gli accordi di stretta misura (64 voti contro 57). Dopo la ratifica del trattato, de Valera si dimise dalla carica di presidente della Repubblica e la parte del Sinn Féin contraria al trattato abbandonò il Dáil. De Valera sostenne che, approvando il trattato, i parlamentari avevano rotto il loro giuramento di fedeltà verso la Repubblica irlandese. I contrari al trattato cercarono, senza successo, di stabilire un proprio governo. Nel contempo, il governo provvisorio, sotto la guida di Collins e Griffith, iniziò ad organizzare le strutture dello Stato Libero, tra cui una nuova forza di polizia ed un esercito nazionale, che sostituisse l'IRA.
Da allora, i sostenitori del Trattato saranno indicati come "Esercito Nazionale" o forze dello Stato Libero. I loro avversari, come IRA o irregolari. La parte dell'IRA contraria al trattato rivendicava di difendere la Repubblica irlandese, proclamata durante la Rivolta di Pasqua del 1916 e creata dal Primo Dáil, a suo giudizio tradita da coloro che avevano concluso gli accordi con il governo britannico. Eamon de Valera dichiarò di voler servire come un normale volontario dell'IRA, e lasciò la guida dei repubblicani contrari al trattato a comandanti militari come Liam Lynch e Frank Aiken.

## La guerra

### I combattimenti a Dublino

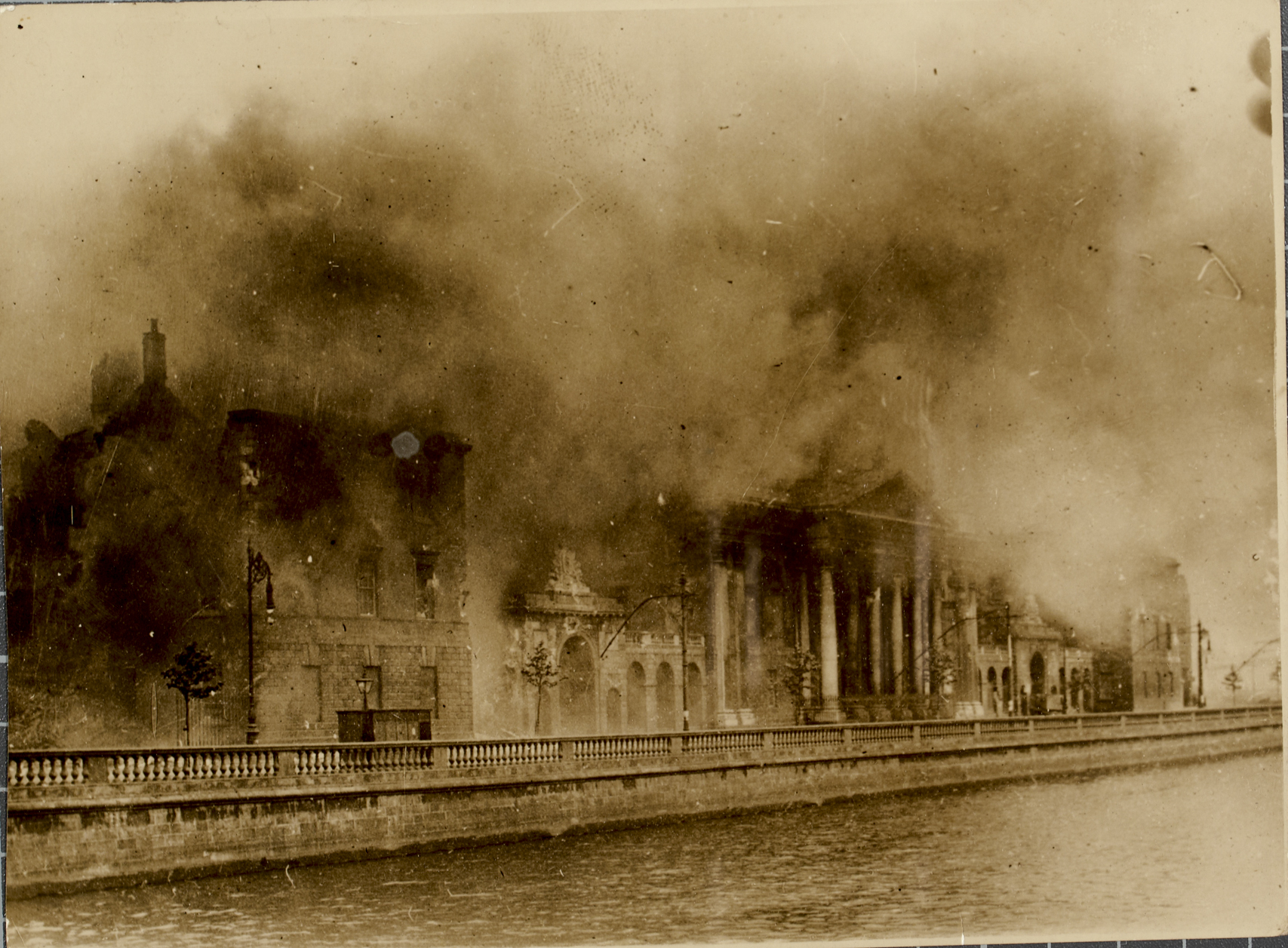
Le Four Courts lungo la banchina del fiume Liffey. L'edificio venne occupato dalle forze anti-trattato durante la guerra civile, che l'esercito nazionale successivamente bombardò fino alla resa. Gli archivi nazionali irlandesi negli edifici vennero distrutti nel successivo incendio. L'edificio venne gravemente danneggiato ma venne completamente restaurato nel dopoguerra.

Il 13 aprile 1922 militanti contrari al trattato occuparono il palazzo delle Four Courts, sulla riva del Liffey, a Dublino. Erano guidati da Rory O'Connor e si proponevano di iniziare un confronto armato con le truppe britanniche, eventualità che avrebbe convinto entrambe le fazioni dell'IRA ad unirsi contro il comune nemico. I sostenitori dello Stato Libero videro però nell'azione un atto sedizioso, che doveva essere represso dalle forze dello Stato irlandese. Ne risultò un'attesa carica di tensione. Michael Collins cercò di convincere gli occupanti delle Courts, molti dei quali erano stati suoi amici e commilitoni, a ritirarsi prima che esplodesse la violenza. Di fronte al loro rifiuto e alla minaccia che i britannici intervenissero militarmente, minando lo Stato appena nato, Collins ruppe gli indugi ed ordinò all'artiglieria di bombardare le Courts.
Non furono quelli i primi colpi sparati, in quanto si erano già avute scaramucce in diversi luoghi del paese, mentre le truppe britanniche stavano lasciando le loro guarnigioni. Quello fu però il punto di non ritorno, l'inizio di fatto della guerra civile. Collins aveva accettato la fornitura di pezzi d'artiglieria da parte dei britannici e questa superiorità militare dell'esercito regolare decise gli scontri alle Four Courts. I rivoltosi, dotati solo di armi leggere, si arresero dopo qualche giorno. Alcuni leader contrari al trattato, come Ernie O'Malley, riuscirono però a sfuggire alla prigionia e continuarono a combattere altrove.
Nel caos dei combattimenti, l'edificio che ospitava gli archivi pubblici irlandesi fu interessato da una grande esplosione. Migliaia di documenti, riguardanti mille anni di storia irlandese, laica e religiosa, vennero persi per sempre. Anche dopo la resa delle Courts, a Dublino si continuò a combattere duramente, fino al 5 giugno, quando reparti dell'IRA contrari al Trattato occuparono O'Connell Street, provocando un'ulteriore settimana di combattimenti per strada. Tra le vittime degli scontri ci fu il leader repubblicano Cathal Brughanuil.

### Il quadro strategico della guerra

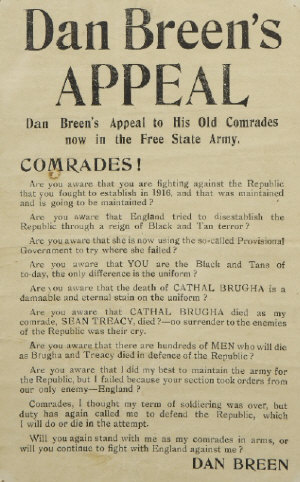
L'appello di Dan Breen ai soldati dello Stato Libero

Lo scoppio della guerra civile costrinse i sostenitori pro e contro il trattato a scegliere da che parte stare. I sostenitori del trattato divennero noti come "filo-trattato" o Esercito dello Stato Libero, legalmente Esercito Nazionale, e vennero spesso chiamati "Staters" dai loro oppositori. Quest'ultimi si definivano repubblicani ed erano anche conosciuti come forze "anti-trattato" o "irregolari", termine preferito dalla parte dello Stato Libero.
L'IRA anti-trattato affermò di difendere la Repubblica d'Irlanda dichiarata nel 1916 durante la Rivolta di Pasqua, confermata dal Primo Dáil ed annullata invalidamente da coloro che accettarono il compromesso dello Stato Libero. Éamon de Valera dichiarò che avrebbe prestato servizio come volontario ordinario dell'IRA e lasciò la guida dei repubblicani contrari al trattato a Liam Lynch, il capo di stato maggiore dell'IRA. De Valera, sebbene presidente repubblicano dall'ottobre 1922, aveva scarso controllo sulle operazioni militari. La campagna venne diretta da Liam Lynch fino alla sua morte il 10 aprile 1923, e poi da Frank Aiken dal 20 aprile 1923.

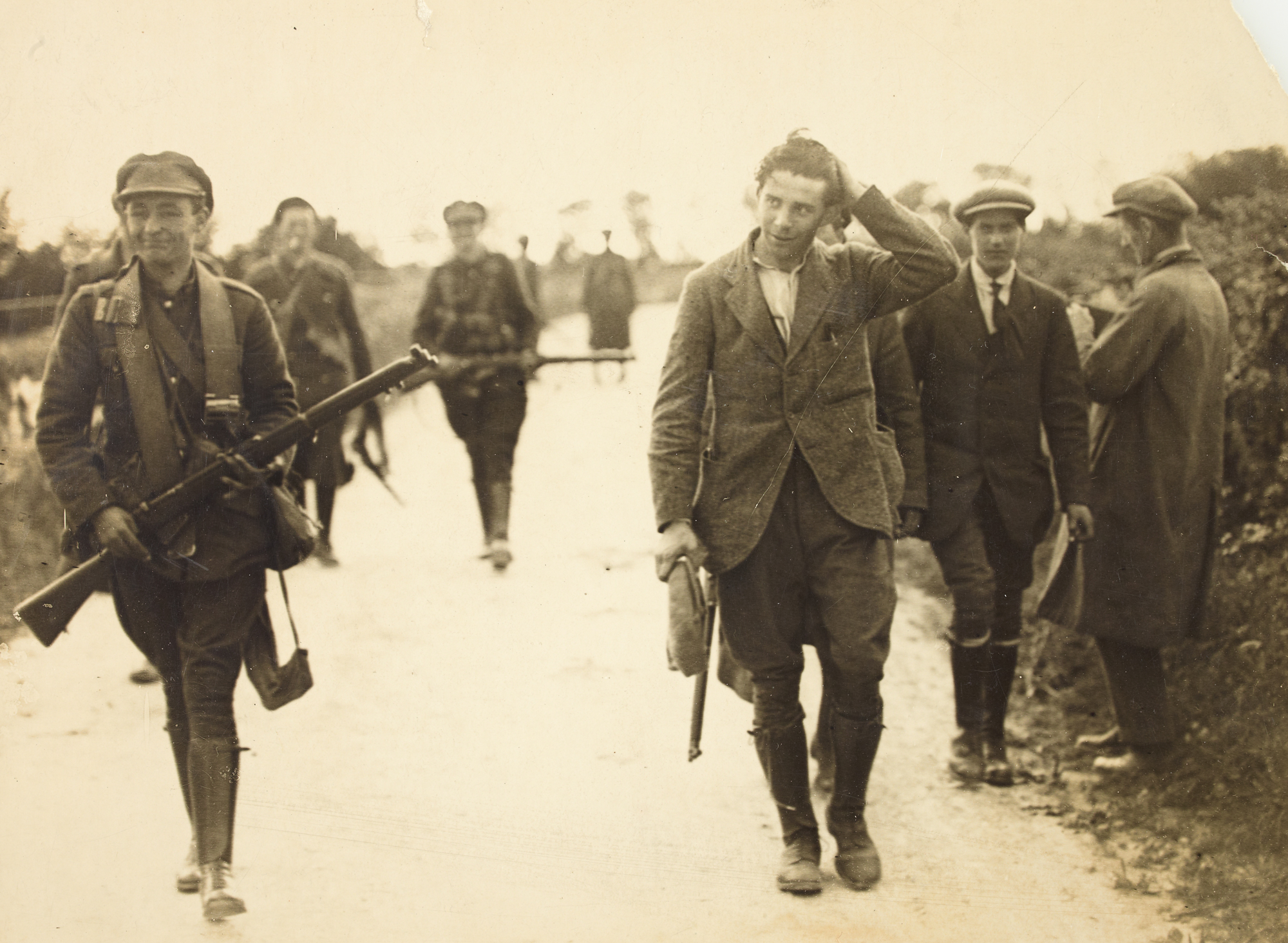
Soldati dell'esercito nazionale scortano un prigioniero di guerra dell'IRA

La guerra civile divise l'IRA. Quando scoppiò la guerra civile, l'IRA anti-Trattato (concentrata nel sud e nell'ovest) superava in numero le forze filo-Stato Libero di circa 12000 uomini ad 8000 Inoltre, i ranghi contrari al trattato includevano molti dei guerriglieri più esperti dell'IRA. La forza cartacea dell'IRA all'inizio del 1922 era di oltre 72000 uomini, ma la maggior parte di loro fu reclutata durante la tregua con gli inglesi e non combatté né nella guerra d'indipendenza né nella guerra civile. Secondo la stima di Richard Mulcahy, l'IRA anti-trattato all'inizio della guerra aveva 6780 fucili e 12900 uomini.
Michael Collins ed i suoi ufficiali furono in grado di mettere in piedi una struttura militare in grado di sopraffare gli irregolari sul campo. A dare un grande vantaggio alle forze governative contribuirono anche i rifornimenti britannici di artiglieria, aerei, veicoli blindati, mitragliatrici e munizioni. Alla fine della guerra, l'esercito nazionale comprendeva 55 000 uomini, una cifra enormemente superiore a quella necessaria a mantenere la pace nello Stato irlandese.
Collins reclutò gli ufficiali più decisi tra le file della Dublin Brigade dell'IRA, che aveva comandato durante la guerra d'indipendenza, e specialmente tra i componenti della cosiddetta Squad, un gruppo di fuoco che, alle sue dirette dipendenze, aveva compiuto molte "esecuzioni" di agenti segreti britannici, poliziotti ed anche di semplici cittadini, sospettati di collaborazionismo. Nel nuovo esercito nazionale essi erano conosciuti come Dublin Guard. Prima della fine della guerra, molti di loro saranno coinvolti in diverse atrocità contro gli irregolari.
Al di là dell'arruolamento di molti membri dell'IRA favorevoli al trattato, il nerbo dell'esercito nazionale venne costituito da irlandesi che, dopo aver combattuto la prima guerra mondiale nell'esercito britannico, si trovavano disoccupati. Molti altri erano reclute inesperte senza alcuna esperienza militare. Il fatto che almeno il 50% degli altri ranghi non avesse esperienza militare, a sua volta, fece sì che la cattiva disciplina diventasse un grosso problema.
Un grosso problema per l'esercito nazionale era la carenza di ufficiali esperti. Almeno il 20% dei suoi ufficiali aveva precedentemente prestato servizio come ufficiali nell'esercito britannico, mentre il 50% dei soldati dell'esercito nazionale aveva prestato servizio nell'esercito britannico durante la prima guerra mondiale. Vennero reclutati anche ex ufficiali dell'esercito britannico per la loro competenza tecnica. Un certo numero di alti comandanti dello Stato Libero, come Emmet Dalton, John T. Prout e W. R. E. Murphy, aveva prestato servizio come ufficiali nella prima guerra mondiale: Dalton e Murphy nell'esercito britannico e Prout nell'esercito degli Stati Uniti. I repubblicani fecero molto uso di questo fatto nella loro propaganda, sostenendo che lo Stato Libero era solo una forza per procura della stessa Gran Bretagna.

### Lo Stato Libero prende il controllo delle maggiori città

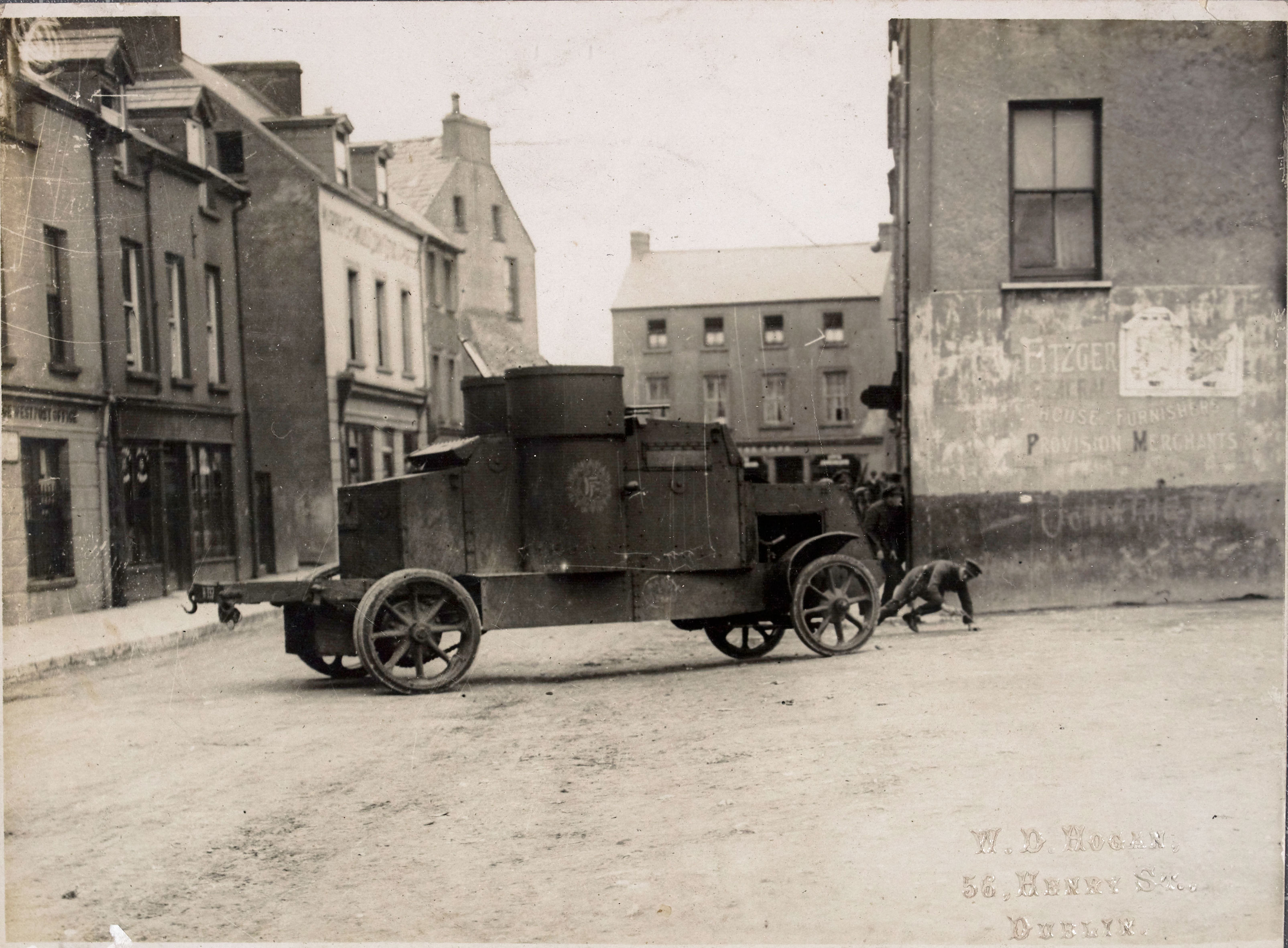
Un'autoblindo Peerless a Passage West, agosto 1922

Con la capitale saldamente in mano ai governativi, i combattimenti scoppiarono nel resto del paese. Cork, Limerick e Waterford caddero per breve tempo nelle mani dei ribelli, ma la loro mancanza di preparazione ed armamenti in grado di affrontare una guerra convenzionale fece sì che ben presto le maggiori città fossero riprese dall'esercito regolare senza grandi difficoltà. Il 10 agosto i governativi ripresero Cork grazie ad un'operazione anfibia.
Le vittorie militari dell'esercito nazionale nelle maggiori città segnarono l'inizio di una guerriglia inconcludente, caratterizzata dall'assassinio di molte personalità politiche. Il 22 agosto Michael Collins, capo del governo provvisorio e comandante in capo dell'esercito, venne ucciso in un'imboscata a Beal na mBlath, vicino alla sua città natale, Clonakilty. Il presidente dello Stato Libero, Arthur Griffith, era morto dieci giorni prima, vittima di un'emorragia cerebrale. Il governo dello Stato Libero divenne così responsabilità di William T. Cosgrave, mentre l'esercito passò sotto il comando del generale Richard Mulcahy.

### Esecuzioni e fine della guerra

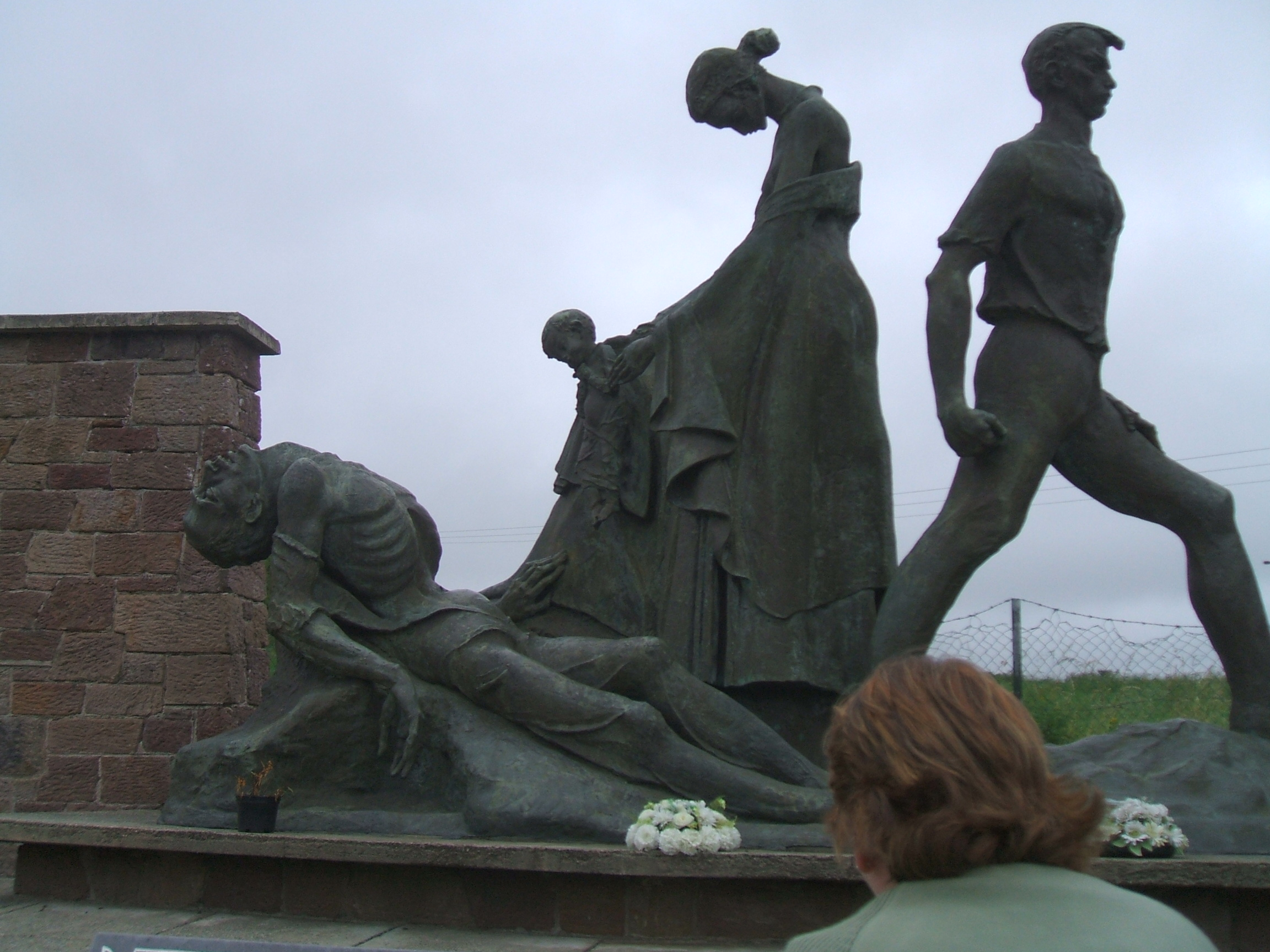
Memoriale dei soldati repubblicani giustiziati dalle forze dello Stato Libero a Ballyseedy, Contea di Kerry, scolpito da Yann Goulet

L'ultimo periodo della guerra fu caratterizzato da un crescendo di atrocità che lasciò un segno profondo nella politica irlandese. I membri dell'IRA contrari al Trattato iniziarono ad assassinare i membri del Parlamento, a cominciare da Sean Hales, amico fraterno di Collins, il cui fratello era un importante membro dell'IRA di Cork. In risposta, il governo dello Stato Libero iniziò a fucilare gli irregolari che erano caduti prigionieri. Per l'omicidio di Hales, subirono questa sorte quattro dirigenti repubblicani (uno per provincia): Rory O'Connor, Liam Mellows, Joseph McKelvey e Dick Barrett. In totale, durante la guerra lo Stato Libero condannò a morte 81 irregolari, compreso lo scrittore e negoziatore del trattato Robert Erskine Childers. La cifra verrà, nei decenni seguenti, spesso richiamata con acredine dai membri del Fianna Fáil nelle polemiche politiche. Inoltre, soprattutto nella Contea di Kerry, dove la guerriglia era particolarmente aspra, l'esercito regolare inaugurò la pratica di uccidere i nemici caduti prigionieri.
Gli irregolari non potevano mantenere un'efficace guerriglia, perché la grande maggioranza della popolazione irlandese era contro la rivolta, terrorizzata com'era dall'idea di ricadere in un nuovo conflitto, ancora più tragico, in quanto tra connazionali. Ciò venne confermato dalle elezioni svolte nel 1923, appena dopo la guerra, in cui il partito Cumann na nGaedheal, favorevole allo Stato Libero, vinse agevolmente. Anche la Chiesa cattolica appoggiava lo Stato Libero, ritenendolo unico governo legittimo del paese e si rifiutava di amministrare i sacramenti agli irregolari, che vennero scomunicati. Il sostegno della Chiesa allo Stato Libero suscitò aspre ostilità tra alcuni repubblicani. Sebbene la Chiesa cattolica nell'Irlanda indipendente sia stata spesso vista come una Chiesa trionfalista, uno studio recente ha scoperto che si sentiva profondamente insicura dopo questi eventi.
La decisione del governo, la mancanza di armi, l'avversione popolare e la perdita di fiducia dei militanti contrari al trattato determinarono infine la sconfitta degli irregolari. Nel maggio 1923, Frank Aiken, che durante la guerra d'indipendenza aveva comandato la Fourth Northern Division dell'IRA ed era il comandante militare degli irregolari, dichiarò un cessate-il-fuoco e ordinò ai suoi combattenti di mettere da parte le armi, piuttosto che arrendersi o continuare una guerra ormai persa.
La maggior parte degli storici sostengono che la morte di Liam Lynch, repubblicano intransigente, avvenuta nel corso di uno scontro sui monti Knockmealdown nella contea di Waterford, abbia permesso al più pragmatico Aiken di interrompere una lotta ormai inutile. Molti militanti irregolari (incluso De Valera), tornati a casa dopo aver gettato le armi, vennero arrestati nel corso delle settimane seguenti la fine della guerra.

### Attacchi ai lealisti
Anche se il casus belli era stato il trattato, molti irregolari videro la loro lotta come prosecuzione della tradizionale causa repubblicana degli "uomini senza proprietà". Si videro quindi molti attacchi ai proprietari terrieri lealisti e molte proprietà vennero occupate dai piccoli proprietari. Molti lealisti avevano aiutato le forze della Corona durante la guerra d'indipendenza ed il confuso periodo della guerra civile li trasformò in facili bersagli. Rischiavano non solo i proprietari terrieri, ma pure i semplici cittadini sospettati di aver dato un qualsiasi supporto morale ai britannici durante la guerra.
Sebbene gli irregolari non facessero distinzioni tra sostenitori del governo cattolici e protestanti, lo Stato Libero si adoperò per tutelare questi ultimi e le loro proprietà, soprattutto nella contea di Louth, dove venne organizzata una forza di polizia con questo specifico compito.

## Risultati della guerra e sue conseguenze
La guerra civile, benché breve, fu sanguinosa. Costò la vita anche a personaggi di primo piano, come Michael Collins, Liam Lynch e Rory O'Connor, che erano stati protagonisti della lotta contro gli Inglesi. Entrambe le parti si resero responsabili di atti brutali: gli Irregolari assassinarono membri del Parlamento ed incendiarono numerosi edifici storici (come la famosa Moore Hall nel Mayo, perché il suo proprietario era diventato senatore). I governativi condannarono a morte molti prigionieri, ufficialmente o clandestinamente. I morti dell'esercito nazionale furono all'incirca 800 ed il totale delle vittime è stimato in 4 000. Le forze irregolari in ritirata causarono molte distruzioni, per cui l'economia dello Stato Libero subì un duro colpo, proprio nei primi anni della sua esistenza.
Dopo la fine della guerra, oltre 12 000 Irregolari vennero presi prigionieri e non vennero rilasciati fino al 1924. Facendo un confronto con altre guerre civili d'inizio secolo (quella di Spagna o quella russa) si deve concludere che quella irlandese fu meno sanguinosa, ma forse più tragica in quanto vide contrapposti uomini che fino a pochi mesi, se non giorni, prima avevano combattuto fianco a fianco per la libertà della loro patria. Il fatto che la guerra venne combattuta tra fazioni del movimento indipendentista consentì all'Irlanda del Nord di consolidare le sue strutture di governo. Fu solo dopo la fine della guerra civile, infatti, che i nazionalisti irlandesi iniziarono a considerare azioni armate contro il governo filo-britannico nelle sei contee dell'Ulster.

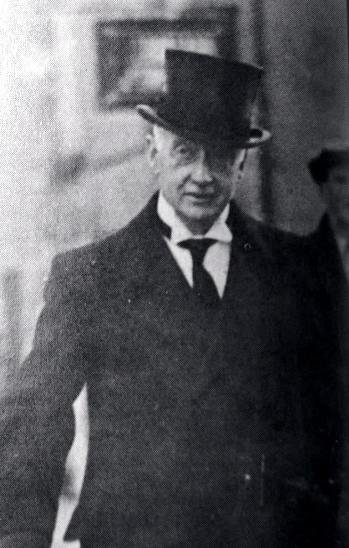
W. T. Cosgrave

La politica irlandese è stata a lungo influenzata dalla guerra civile ed ancora cent'anni dopo (eccetto le elezioni del 2011 e del 2020) i due principali partiti politici sono gli eredi dei due schieramenti: il Fianna Fáil (fondato da de Valera e composto dagli oppositori del trattato) ed il Fine Gael (che ha le sue radici tra i favorevoli agli accordi). In aggiunta, fino agli anni settanta, quasi tutti i politici irlandesi più importanti erano stati combattenti della guerra civile, fattore che contribuì a rendere difficili le relazioni tra i due maggiori partiti irlandesi. Ad esempio, combatterono in campo repubblicano Eamon de Valera, Frank Aiken e Sean Lemass, in quello dei favorevoli all'accordo William T. Cosgrave, Richard Mulcahy e Kevin O'Higgins.
Quando, negli anni trenta, il Fianna Fail prese il potere per la prima volta, la guerra civile sembrò sul punto di ricominciare, in questo caso tra l'IRA e i Blueshirts, movimento di vaga ispirazione fascista guidato da Eoin O'Duffy, che era stato capo di stato maggiore dell'Esercito e capo della Polizia dello Stato Libero, prima di essere sostituito dal governo guidato da de Valera. Nonostante le tensioni non ci fu una nuova guerra civile e, dagli anni cinquanta, la violenza non fu più un fattore d'influenza sulla politica della Repubblica. D'altronde, l'IRA continuò ad esistere e, fino agli anni ottanta, rivendicò di essere il governo provvisorio della Repubblica irlandese, proclamata nel 1918 ed abrogata dagli accordi del 1921. Alcuni, come Michael McDowell, sostengono che su questo atteggiamento, originato dalla guerra civile, si basi ancora l'ideologia della Provisional IRA.

## Filmografia
- Il vento che accarezza l'erba (The Wind That Shakes the Barley), regia di Ken Loach (2006)
- Michael Collins, regia di Neil Jordan (1996)
- Corto Maltese nel 20 episodio della seria in Concerto in O' minore per arpa e nitroglicerina, regia di Pascal Morelli, Richard Danto, Liam Saury (2002)